# Rezoluția 2065 a Adunării Generale a Organizației Națiunilor Unite
Rezoluția A/RES/2065 (XX) a Adunării Generale a Organizației Națiunilor Unite, adoptată la 16 decembrie 1965, a recunoscut existența unei dispute privind suveranitatea între Regatul Unit și Argentina asupra Insulelor Falkland. Această rezoluție a recunoscut că problema Insulelor Falkland face parte dintr-o situație colonială care trebuie rezolvată în lumina a ceea ce a fost exprimat în rezoluția 1514 (XV), care a stabilit obiectivul eliminării tuturor formelor de colonialism. Rezoluția solicită părților să soluționeze fără întârziere disputa privind suveranitatea, ținând cont de interesele locuitorilor insulari.

## Istorie
Pe 3 ianuarie 1833, forțele britanice au expulzat autoritățile și populația argentiniană stabilită în Insulele Falkland și au început ocupația ilegală a acestora, creând astfel o situație colonială specială fără precedent. Această uzurpare a marcat începutul conflictului privind suveranitatea Insulelor Falkland.
La sfârșitul anilor 1950, Adunarea Generală a Națiunilor Unite a decis să promoveze un proces global de decolonizare.
La 14 decembrie 1960, Rezoluția 1514 (XV) privind „Declarația pentru acordarea independenței țărilor și popoarelor coloniale” a fost adoptată cu 89 de voturi pentru, niciun vot împotrivă și 9 abțineri, aproape toate din partea țărilor colonialiste. Acest document a deschis calea negocierilor bilaterale dintre Argentina și Regatul Unit. În patru puncte (2, 4, 6 și 7), textul face referire la esența problemei: respectarea autodeterminării, a unității naționale și a integrității teritoriale. Acest lucru a fost confirmat în anul următor prin Rezoluția 1654 (XVI), care a creat ceea ce a devenit cunoscut după Rezoluția 1810 drept „Comitetul Special al celor Douăzeci și Patru” pentru a supraveghea procesul de decolonizare. În special, chestiunea Insulelor Falkland intra în competența Subcomitetului III.
La începutul sesiunii din septembrie 1964, delegațiilor din ambele țări li s-a permis să participe la dezbateri, dar fără drept de vot. Teza argentiniană a fost prezentată de consilierul juridic al Ministerului Afacerilor Externe, José María Ruda, iar teza britanică de Cecil King. Schimbul de argumente a fost aprins, majoritatea membrilor înclinând spre poziția Argentinei. Subcomitetul III a întocmit un raport conținând concluziile discuțiilor, care contraziceau punct cu punct argumentele Regatului Unit.
Subcomitetul III a adoptat în unanimitate raportul și l-a trimis Comitetului special al celor douăzeci și patru. Acolo a fost repetat argumentul din pasul anterior. Regatul Unit a încercat să escaladeze problema bilateral pentru a împiedica orice discuție ulterioară asupra subiectului la Națiunile Unite. Încă o dată, diplomația argentiniană a câștigat, iar membrii organismului au acceptat și ei în unanimitate concluziile raportului primit. Siria a introdus o moțiune suplimentară pentru ca cuvântul „Malvinas” să apară alături de cuvintele „Falkland Islands” în toate documentele oficiale ale organismului, moțiune adoptată cu 19 voturi pentru, Regatul Unit împotrivă și două abțineri. Noul raport a fost apoi trimis spre discuție Comisiei a Patra pentru probleme coloniale a Adunării Generale, unde urma să fie examinat în anul următor.
În urma adoptării proiectului de rezoluție cu 87 de voturi pentru și 13 abțineri, la 16 decembrie 1965, Adunarea Generală a adoptat rezoluția 2065 (XX) pe baza raportului Comisiei a Patra, cu 94 de voturi pentru, niciun vot împotrivă și 14 abțineri. Textul propune în mod oficial ca cele două guverne să desfășoare negocieri privind suveranitatea în conformitate cu punctele menționate mai sus din raportul Subcomitetului III. În esență, stabilește că Insulele Falkland nu pot fi decolonizate pe baza principiului autodeterminării și solicită ambelor părți să raporteze Comitetului Special al celor Douăzeci și Patru și Adunării Generale cu privire la progresul negocierilor.
În urma adoptării Rezoluției 2065, Regatul Unit a încercat să includă o referință explicită la dreptul la autodeterminare în ceea ce a devenit ulterior Rezoluția 40/21 din 27 noiembrie 1985, dar Adunarea Generală a ONU a respins-o categoric. Motivul este simplu: spre deosebire de cazurile obișnuite de colonialism, adică subjugarea unui întreg popor de către o putere europeană, chestiunea Insulelor Falkland implică deposedarea unui tânăr stat independent de o parte din teritoriul și populația sa de către cea mai puternică putere colonială a vremii.

## Votare
Rezultatul votării a fost următorul:
Pentru: Brazilia, Bulgaria, Birmania, Burundi, Republica Sovietică Socialistă Belarusă, Camerun, Republica Centrafricană, Ceylon, Chile, China, Columbia, Congo (Brazzaville), Congo (Republica Democratică), Costa Rica, Cuba, Cehoslovacia, Dahomey, Republica Dominicană, El Salvador, Etiopia, Gabon, Ghana, Grecia, Guatemala, Guineea, Haiti, Honduras, Ungaria, India, Iran, Irak, Irlanda, Israel, Italia, Coasta de Fildeș, Jamaica, Japonia, Iordania, Kenya, Kuweit, Liban, Liberia, Libia, Luxemburg, Madagascar, Malawi, Malaysia, Maldive, Mali, Mauritania, Mexic, Mongolia, Maroc, Nepal, Nicaragua, Niger, Nigeria, Pakistan, Panama, Paraguay, Peru, Filipine, Polonia, România, Rwanda, Arabia Saudită, Senegal, Sierra Leone, Somalia, Spania, Sudan, Siria, Thailanda, Togo, Trinidad și Tobago, Tunisia, Turcia, Uganda, Republica Sovietică Socialistă Ucraineană, Uniunea Republicilor Sovietice Socialiste, Republica Arabă Unită, Republica Unită Tanzania, Volta Superioară, Uruguay, Venezuela, Yemen, Iugoslavia, Zambia, Afganistan, Algeria, Argentina, Austria, Belgia, Bolivia.
În total, 87 % dintre membrii ONU au votat în favoarea acestei rezoluții.
Împotrivă: Niciunul.
Abțineri: Canada, Danemarca, Finlanda, Franța, Islanda, Olanda, Noua Zeelandă, Norvegia, Portugalia, Africa de Sud, Suedia, Regatul Unit, Statele Unite, Australia.
Absenți: Nouă țări.

## Rezoluția 2065 (XX)
Rezoluția 2065 (XX) prevede în mod clar următoarele: în primul rând, există o dispută privind suveranitatea asupra Insulelor Falkland; în al doilea rând, această dispută este între două părți, și numai două, și anume Guvernele Republicii Argentina și Regatului Unit; în al treilea rând, această dispută trebuie soluționată prin negocieri între cele două guverne, iar aceasta este singura modalitate de a pune capăt unei situații coloniale; În al patrulea rând, ambele părți trebuie să ia în considerare, în căutarea acestei soluții, interesele populației Insulelor Falkland, ceea ce exclude aplicarea principiului autodeterminării. Merită reamintit faptul că, în 1985, Adunarea Generală a adoptat o poziție clară în această privință atunci când a respins două amendamente britanice care vizau includerea acestui principiu în proiectul de rezoluție relevant.
Rezoluția 2065 (XX) a Adunării Generale exclude aplicarea principiului autodeterminării în cazul Insulelor Falkland deoarece, dacă se acceptă existența disputei privind suveranitatea, aplicarea paragrafului 2 din rezoluția 1514 (XV) contravine paragrafului 6, întrucât acordarea autodeterminării locuitorilor insulelor ar însemna încălcarea integrității teritoriale a Republicii Argentine. În plus, referirea la „interesele” populației, și nu la „dorințele” acestora, conținută în rezoluția 2065 (XX), confirmă faptul că dreptul la autodeterminare nu este aplicabil Insulelor Falkland, întrucât populația este britanică, a fost transplantată acolo în scopul înființării unei colonii și nu a fost niciodată subjugată sau cucerită de o putere colonială, așa cum prevede rezoluția 1514 (XV). Regatul Unit a încălcat integritatea teritorială a Republicii Argentine prin ocuparea forțată a unei părți din teritoriul său și apoi transferarea propriei populații pe insule. Dreptul la autodeterminare se aplică altor popoare decât cele ale puterii coloniale, care sunt victime ale opresiunii, dominației și exploatării străine. Dreptul la autodeterminare nu poate fi oferit unei populații care nu deține legal teritoriul. Întrucât locuitorii insulari au fost relocați în mod deliberat de puterea colonială pentru a-i servi interesele, ei nu constituie o terță parte în acest conflict. Populația provine din ocuparea Insulelor Falkland de către puterea colonială în 1833, care a expulzat autoritățile legitime și populația argentiniană inițială și i-a înlocuit cu supuși britanici, înainte de a impune o politică de migrație discriminatorie care a împiedicat întoarcerea argentinienei care locuia inițial acolo și stabilirea ulterioară a cetățenilor argentinieni. Din acest motiv, insularii nu sunt un popor în sensul juridic al termenului. Prin urmare, problema Insulelor Falkland privește un teritoriu colonizat și nu un popor colonizat.
În paragraful 6 al rezoluției 1514 (XV), Adunarea Generală declară că „orice tentativă care vizează distrugerea parțială sau totală a unității naționale și a integrității teritoriale a oricărei țări” –în acest caz, a Republicii Argentina– „este incompatibilă cu scopurile și principiile Cartei Națiunilor Unite”. În chestiunea Insulelor Falkland, în fața atacului acțiunii imperialiste din secolul al XIX-lea asupra suveranității și integrității teritoriale a unei republici independente, Argentina, recunoscută chiar de Regatul Unit, principiul integrității teritoriale prevalează asupra celui al autodeterminării.
În concluzie:
- A fost recunoscută existența unei dispute privind suveranitatea insulelor între Argentina și Regatul Unit.
- Rezoluția 1514 se aplică teritoriului (nu populației) Insulelor Falkland.
- Dreptul la autodeterminare nu se aplică populației din Insulele Falkland.
- Comitetul Special a fost sfătuit să invite ambele părți la negocieri care ar ține cont de interesele (nu de dorințele) locuitorilor insulari.